# 鷲宮町
鷲宮町（日语：／ Washimiya machi */?）是埼玉縣東北人口約3萬5千人的一町。已於2010年3月23日與久喜市、栗橋町、菖蒲町合併為新設置的久喜市。